# U-Matic
 Denne artikel omhandler U-Matic, spillested i København. Opslagsordet har også en anden betydning, se U-matic.
U-Matic (21. juni, 1986 – ultimo 1991) – københavnsk spillested og eksperimenterende kultursted i Vestergade 10 (under caféen "Krasnapolsky"). U-Matic's profil var live musik, performance, videodiskotek, videobiograf, film, kortfilm, diasshow og eksperimenterende lys, der hver måned sattes af en ny lysdesigner mv. (U-Matic blev senere omdøbt til Club Einstein).
| Musik | Spire Denne musikartikel er en spire som bør udbygges. Du er velkommen til at hjælpe Wikipedia ved at udvide den. |

|  | Denne artikel om en bygning eller et bygningsværk kan blive bedre, hvis der indsættes et (bedre) billede. Du kan hjælpe ved at afsøge Wikimedia Commons for et passende billede eller lægge et op på Wikimedia Commons med en af de tilladte licenser og indsætte det i artiklen. |

55°40′40.6″N 12°34′14.3″Ø / 55.677944°N 12.570639°Ø